# غول (فیلم ۱۹۵۶)
غول (به انگلیسی: Giant) فیلمی ۲۰۱ دقیقه‌ای به کارگردانی جرج استیونز با بازی الیزابت تیلور محصول کشور ایالات متحدهٔ آمریکا است.